# حسن حلمي
حسن حلمي هو مخرج ومؤلف وممثل مصري من مواليد 15 يوليو 1914 حاصل علي دبلوم معهد التمتيل ودرس الاخراج المسرحي في لندن خمس سنوات عاد بعدها الي مصر عام 1940.

## المسيرة الفنية
بدا حياتة الفنية مساعد مخرج لعدد من المخرجين منهم كمال سليم وعمر جميعي منذ عام1941 وايضا ممثلا تم مخرجا مسرحيا عمل مدير إنتاج مساعدا لتلاتة أفلام أمريكية هي الوصايا العشر وأرض الفراعنة ومملكتي من أجل امرأة أيضا عمل مدير إنتاج للعديد من الأفلام المصرية منذ عام 1942 وكتب عدداً من القصص السيناريوهات وحوارات الأفلام منها فيلم حرم الباشا عام 1946 وغيرها من الأفلام.

### تمثيل
- يحيا الفن 1948
- نداء الدم 1943
- (فيلم) 1943
- صلاح الدين الأيوبي (فيلم) 1941

### إخراج
- السر في بير 1952 - فيلم (مخرج)
- بيت النتاش 1952 - فيلم (مخرج)
- مكتب الغرام 1950 - فيلم (مخرج)
- كلام الناس 1949 - فيلم (مخرج)
- الستات كده 1949 - فيلم (مخرج)
- يحيا الفن 1948 - فيلم (مخرج)
- أحب الرقص 1948 - فيلم (مخرج)
- العرسان الثلاثة 1947 - فيلم (مخرج)
- نور من السماء 1947 - فيلم (مخرج)
- الخمسة جنيه 1946 - فيلم (مخرج)
- الأحدب 1946 - فيلم (مخرج)
- الخير والشر 1946 - فيلم (مخرج)
- قصة غرام 1945 - فيلم (مخرج مساعد)
- رجاء 1945 - فيلم (مخرج مساعد)
- نداء القلب 1943 - فيلم (مخرج مساعد)

### تأليف
- السر في بير 1952 - فيلم (سيناريو)
- مكتب الغرام 1950 - فيلم (سيناريو وحوار)
- كلام الناس 1949 - فيلم (قصة وسيناريو وحوار)
- الستات كده 1949 - فيلم (سيناريو وحوار)
- أحب الرقص 1948 - فيلم (قصة وسيناريو وحوار)
- يحيا الفن 1948 - فيلم (قصة وسيناريو وحوار)
- نور من السماء 1947 - فيلم (سيناريو وحوار)
- العرسان الثلاثة 1947 - فيلم (سيناريو وحوار)
- الخمسة جنيه 1946 - فيلم (سيناريو)
- الخير والشر 1946 - فيلم (سيناريو)
- على مسرح الحياة 1942 - فيلم (قصة وسيناريو وحوار)

## رحيله
وافاته المنية في باريس وشيعت جنازتة في مصر 20 ديسمبر عام 1966 بعد وفاتة بثلاتة أشهر وقد توفي عن عمر يناهز 52 عاما بمرض سرطان الرئة.

## روابط خارجية
- حسن حلمي على موقع IMDb (الإنجليزية)
- حسن حلمي على موقع الدهليز
- حسن حلمي على موقع قاعدة بيانات الأفلام العربية
- حسن حلمي على موقع قاعدة بيانات الفيلم (الإنجليزية)